# Championnat du Panama de baseball 2010
Navigation
2009 2011
La saison 2010 du Championnat du Panama de baseball sacre le CB Panamá Metro qui enlève son sixième titre national.

## Les équipes
| Équipe                | Ville                | Province       | Stade                                | Capacité |
| --------------------- | -------------------- | -------------- | ------------------------------------ | -------- |
| CB Bocas del Toro     | Changuinola          | Bocas del Toro | Estadio Calvyn Byron                 | 3 000    |
| CB Chiriqui           | David                | Chiriqui       | Estadio Kenny Serracin               | 7 000    |
| CB Chiriqui Occidente | Puerto Armuelles     | Chiriqui       | Estadio Glorias Deportivas Baruenses | 2 000    |
| CB Coclé              | Aguadulce            | Coclé          | Estadio Jose Antonio Remon Cantera   | 2 500    |
| CB Colón              | Colón                | Colón          | Estadio Roberto Mariano Bula         | 2 500    |
| CB Darién             | Chepo                | Panama         | Estadio Jose De La Luz Thompom       | 2 000    |
| CB Herrera            | Chitré               | Herrera        | Estadio Rico Cedeño                  | 6 000    |
| CB Los Santos         | Las Tablas           | Los Santos     | Estadio Olmedo Sole                  | 3 450    |
| CB Panamá Metro       | Panama               | Panama         | Estadio Nacional de Panamá           | 27 000   |
| CB Panamá Oeste       | La Chorrera          | Panama         | Estadio Justino Salinas              | 2 000    |
| CB Veraguas           | Santiago de Veraguas | Veraguas       | Estadio Omar Torrijos Herrera        | 7 000    |

## Saison régulière
| Rang | Club           | Vic. | Déf. | % vic. |
| 1er  | Bocas del Toro | 14   | 6    | .700   |
| 2e   | Herrera        | 14   | 6    | .700   |
| 3e   | Los Santos     | 14   | 6    | .700   |
| 4e   | Panamá Metro   | 13   | 7    | .650   |
| 5e   | Coclé          | 13   | 7    | .650   |
| 6e   | Chiriquí       | 13   | 7    | .650   |
| 7e   | Veraguas       | 11   | 9    | .550   |
| 8e   | Panamá Oeste   | 9    | 11   | .450   |
| 9e   | Ch. Occidente  | 4    | 16   | .200   |
| 10e  | Colón          | 4    | 16   | .200   |
| 11e  | Darién         | 4    | 16   | .200   |

### Poules quarts de finale
Groupe A
| Rang | Club         | Vic. | Déf. | % vic. |
| 1er  | Panamá Metro | 6    | 8    | .429   |
| 2e   | Herrera      | 5    | 10   | .333   |
| 3e   | Coclé        | 2    | 12   | .143   |

Groupe B
| Rang | Club           | Vic. | Déf. | % vic. |
| 1er  | Bocas del Toro | 11   | 4    | .733   |
| 2e   | Chiriquí       | 10   | 5    | .667   |
| 3e   | Los Santos     | 10   | 2    | .667   |

### Demi-finales
- Panama Metro - Herrera : 4 victoires à 3
- Bocas del Toro - Chiriquí : 4 victoires à 3

### Série finale
- 6 mai. Bocas del Toro 2-4 Panamá Metro, devant 1 363 spectateurs
- 7 mai. Bocas del Toro 2-7 Panamá Metro, devant 3 088 spectateurs
- 9 mai. Panamá Metro 4-13 Bocas del Toro, devant 3 383 spectateurs
- 10 mai. Panamá Metro 3-2 Bocas del Toro, devant 2 823 spectateurs
- 12 mai. Bocas del Toro 5-9 Panamá Metro, devant 6 000 spectateurs[1].